# Satwant Singh
Satwant Singh  (* 1962; † 6. Januar 1989) war ein Leibwächter der indischen Premierministerin Indira Gandhi. Am 31. Oktober 1984 ermordete er Indira Gandhi zusammen mit einem anderen ihrer Leibwachen, Beant Singh, aus Vergeltung für die Operation Blue Star.

## Attentat auf Indira Gandhi
Satwant Singh und Beant Singh gehörten beide der Religionsgemeinschaft der Sikh an und ermordeten Gandhi aufgrund ihrer Verantwortung für die Operation Blue Star. Bei dieser Operation hatte Gandhi den goldenen Tempel in Amritsar, eines der wichtigsten Heiligtümer der Sikhs, stürmen lassen, nachdem dieser von Separatisten besetzt worden war. Bei dieser Erstürmung kamen laut Angaben der indischen Regierung mehrere hundert Menschen ums Leben, nach Darstellung sikhistischer Quellen sollen es sogar um die 5000 Tote gewesen sein.
Satwant Singh und Beant Singh feuerten 33 Kugeln auf Indira Gandhi ab, davon trafen 30 die Premierministerin.
Beide Attentäter konnten überwältigt und festgenommen werden. Beant Singh wurde später von anderen Leibwächtern erschossen. Satwant Singh wurde zusammen mit einem weiteren Verschwörer, Kehar Singh, zum Tode verurteilt. Die Todesurteile wurden am 6. Januar 1989 vollstreckt. Beide wurden im Tihar-Gefängnis in Delhi gehängt. Nach der Hinrichtung brachen im Punjab Unruhen aus.

## Aktionen des Sikh-Klerus
2003 wurde eine Zeremonie im Akal Takhat von Amritsar abgehalten, dabei wurden Satwant Singh und Beant Singh geehrt.
2004 wurde ein Gottesdienst am Tage ihrer Hinrichtung im Akal Takhat von Amritsar abgehalten. Dabei wurden Satwant Singh und Kehar Singh von diversen Parteienvertretern geehrt.
2007 wurden Gottesdienste für Satwant Singh in verschiedenen Orten im Punjab abgehalten.
Am 6. Januar 2008 erklärte die oberste religiöse Autorität der Sikhs im Akal Takhat von Amritsar Satwant Singh und die anderen Attentäter Indira Gandhis zu Märtyrern der Sikhs. Das Shiromani Gurdwara Parbandhak Committee, eine Interessenvertretung der Sikhs, bezeichnet Satwant Singh und Kehar Singh ebenfalls als Märtyrer. Die sikhistische Partei Shiromani Akali Dal betrachtet die Attentäter als Märtyrer.